# Austrália 31–0 Samoa Americana (2001)
As seleções nacionais de futebol da Austrália e da Samoa Americana se enfrentaram no dia 11 de abril de 2001, em uma partida válida pelas eliminatórias da Copa do Mundo de 2002. O jogo foi disputado no International Sports Stadium, localizado na cidade de Coffs Harbour, Austrália. Este confronto tornou-se histórico devido aos recordes mundiais estabelecidos, sendo que o que alcançou maior reconhecimento foi o de maior vitória em uma partida internacional de futebol, devido ao placar de 31–0 favorável à Austrália. Além deste, o atacante Archie Thompson quebrou o recorde de maior número de gols marcados por um jogador em uma partida internacional, com 13. Já o outro atacante, David Zdrilic, com oito gols marcados, tornou-se o segundo jogador com o maior número de gols em uma partida desde a Primeira Guerra Mundial.
O resultado da partida levou a debates sobre o formato dos torneios de eliminatórias. O então treinador da Seleção Australiana, Frank Farina, afirmou em entrevistas que rodadas preliminares deviam ser introduzidas para evitarem partidas tão desequilibradas como esta, sendo que sua visão foi compartilhada e adaptada pela Federação Internacional de Futebol (FIFA), órgão governamental do esporte. Esta opinião levou futuramente à introdução de uma fase preliminar na fase eliminatória da Oceania para a Copa do Mundo de 2006. Devido a tal desequilíbrio entre o futebol apresentado pela Austrália e pelas outras seleções, neste mesmo ano ela acabou optando por se filiar à Confederação Asiática de Futebol e começou a disputar as eliminatórias com as equipes da Ásia.

## Cenário
A primeira tentativa da Oceania de classificar as suas seleções para a Copa do Mundo FIFA aconteceu no ano de 1966, quando a Austrália acabou sendo derrotada pela Coreia do Norte por 9-2 no placar agregado. Nas eliminatórias subsequentes, as equipes do continente disputaram a vaga juntamente com as da Ásia, até que uma fase de classificação para a Confederação de Futebol da Oceania foi introduzida em 1986. Já nas eliminatórias da Oceania para a Copa do Mundo de 2002, dez equipes participaram do torneio de eliminatórias. Elas foram divididas em duas chaves com cinco seleções cada, sendo que todas se enfrentavam, e os dois líderes de cada grupo disputavam uma final no formato de ida e volta. O vencedor das eliminatórias da Oceania então avançou para um mata-mata na fase internacional contra o quinto melhor colocado da América do Sul para então finalmente entrar na fase de grupos da Copa do Mundo. As seleções da Austrália e da Samoa Americana estavam localizadas no Grupo 1, juntamente com o Fiji, a Samoa e o Tonga. Todas as partidas foram disputadas na cidade de Coffs Harbour, na Austrália, em abril de 2001.
A Austrália, juntamente com a Nova Zelândia, eram as seleções da área da Oceania mais fortes em termos técnicos e em questão de títulos. Ambas as equipes foram as únicas a vencerem a Copa das Nações da OFC e a se classificarem para a fase de grupos da Copa do Mundo; até esta data, a Austrália havia conseguido a classificação em 1974 e a Nova Zelândia em 1982. Já a Samoa Americana foi durante toda sua história considerada uma das equipes mais fracas do mundo, tendo perdido todas suas partidas internacionais desde então. Antes desta partida, a Austrália estava colocada na 75.ª posição no Ranking Mundial da FIFA, enquanto a Samoa Americana ocupava o 203.º lugar, o último entre os membros.
Dois dias antes da partida, a Austrália havia vencido a seleção do Tonga por 22-0, seu maior placar até então. O recorde de maior vitória em uma partida internacional pertencia a um jogo entre Taiti e Ilhas Cook, válido pelos Jogos do Pacífico Sul de 1971, vencido pelos taitianos por 30-0. Antes do confronto, a Samoa Americana tinha sofrido duas derrotas, por 13-0 para o Fiji e por 8-0 para a Samoa.

## Resumo da partida

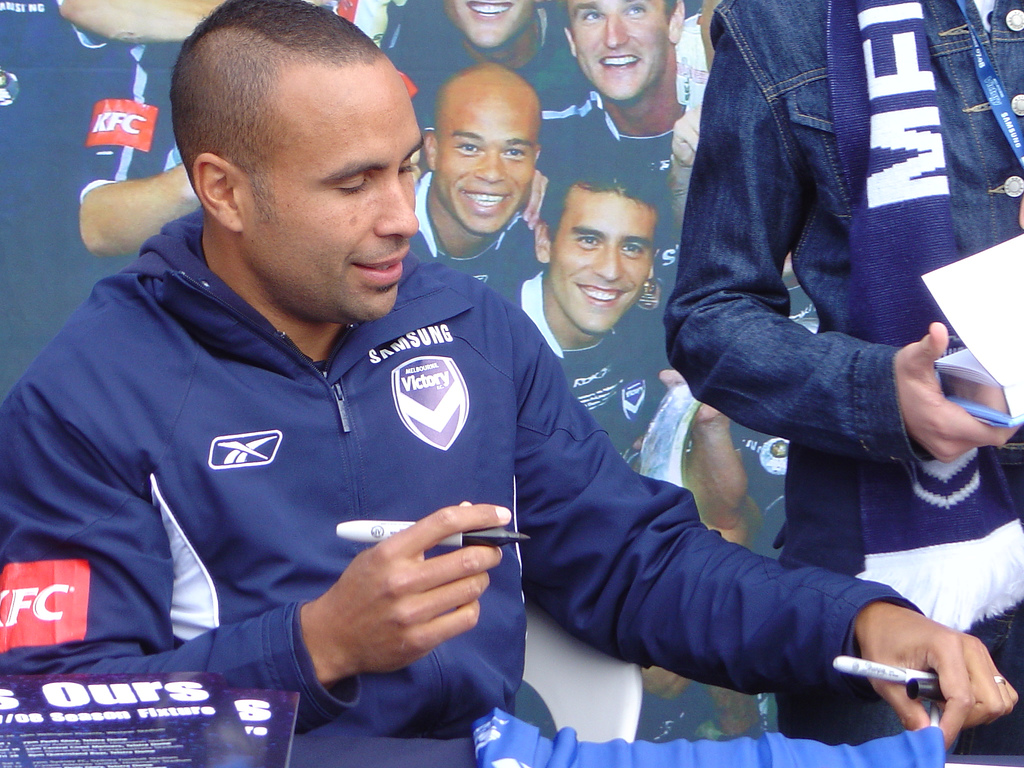
O atacante australiano Archie Thompson (foto) marcou treze gols e estabeleceu novo recorde mundial.

A Austrália entrou em campo com jogadores que raramente atuavam, pois os titulares foram poupados e nem foram escalados para a partida. Os atacantes John Aloisi e Damian Mori, que juntos haviam feito dez gols contra a seleção do Tonga, foram os principais desfalques do confronto. Já a equipe da Samoa Americana estava preocupada com questões relacionadas ao passaporte e apenas um membro da seleção sênior - acima de 20 anos, o goleiro Nicky Salapu, estava disponível para jogar. A seleção também encontrava dificuldade para chamar os jogadores da sua equipe sub-20 pois grande parte destes se encontrava em período de provas na escola ou faculdade. A seleção foi forçada a escalar jogadores juvenis, três deles com apenas quinze anos de idade. A média de idade da equipe improvisada foi de apenas dezoito anos. De acordo com o treinador e vice-presidente da Federação da Samoa Americana de Futebol (FFAS) Tony Langkilde, a maioria dos jogadores samoanos nunca havia disputado um jogo de 90 minutos antes da partida contra a Austrália.
O placar se manteve sem alterações até os dez minutos de partida, quando a Austrália marcou o primeiro gol com Con Boutsianis após uma cobrança de escanteio. Archie Thompson fez o seu primeiro aos 12 minutos, e seu companheiro de ataque David Zdrilic, fez mais um no minuto seguinte. Tony Popovic anotou dois gols em sequência aos 17 e aos 19 minutos e estendeu o placar para 6-0. Aos 25 minutos, Zdrilic já havia estabelecido um hat-trick e o placar estava em 9-0 para a Austrália. Thompson, por sua vez, marcou seis dos outros sete gols da Austrália, encerrando o primeiro tempo em 16-0. Neste momento, ele já havia marcado por oito vezes e Zdrilic por quatro.
Boutsianis, que havia marcado o primeiro gol da partida, também fez o primeiro do segundo tempo no 50.º minuto, sendo que posteriormente anotou mais um e se tornou o terceiro futebolista a anotar um hat-trick no jogo. Thompson e Zdrilic fizeram mais 5 e 4 gols na partida, encerrando com 13 e 8 gols respectivamente. Boutsianis terminou com 3 gols, enquanto Popovic, Aurelio Vidmar e Simon Colosimo marcaram dois gols cada, e o reserva Fausto De Amicis o outro. No 86.º minuto, apesar de estar perdendo por uma diferença de 29 gols, a equipe da Samoa Americana conseguiu finalizar uma bola ao gol da Austrália, em uma conclusão de Pati Feagiai defendida por Michael Petkovic. Esta foi a primeira e única conclusão da Samoa Americana ao gol adversário. No 88.º minuto, os australianos, mais uma vez com Thompson, igualava o feito dos taitianos deixando a partida em 30-0. No minuto seguinte Zdrilic quebrava o recorde do Taiti, marcando o 31.º e último gol do jogo.
O alto número de gols causou uma confusão no placar correto da partida. No final do jogo, divulgava-se no placar eletrônico da partida o resultado de 32-0 e que Thompson havia marcado 14 gols. Após o responsável pelas estatísticas recontar os gols, o resultado foi corrigido para 31-0 e a contagem de gols de Thompson reduzida para 13. Após a partida, a FIFA divulgou os dados do confronto em seu site oficial após receber as anotações do árbitro, auxiliares e quarto árbitro, confirmando o placar de 31-0 e 13 gols de Thompson.

### Detalhes
| 11 de abril de 2001 | Austrália | 31 – 0 | Samoa Americana | Estádio Internacional de Coffs Harbour, Coffs Harbour |
| 19:00 (UTC+11)      | Boutsianis 10' 50' 84' · Thompson 12' 23' 27' 29' · 32' 37' 42' 45' · 56' 60' 65' 85' 88' · Zdrilic 13' 21' 25' 33' 58' · 66' 78' 89' · A. Vidmar 14' 80' · Popovic 17' 19' · Colosimo 51' 81' · De Amicis 55' |        |                 | Público: 3 000 Árbitro: TAH Ronan Leaustic            |

| Austrália | Samoa Americana |

| Austrália     |    |                  |  |     |
|               |    |                  |  |     |
| GR            | 1  | Michael Petkovic |  |     |
| LD            | 2  | Kevin Muscat (c) |  |     |
| ZA            | 3  | Craig Moore      |  |     |
| ZA            | 4  | Tony Popovic     |  | 45' |
| LE            | 5  | Tony Vidmar      |  | 45' |
| VO            | 7  | Aurelio Vidmar   |  |     |
| AT            | 11 | David Zdrilic    |  |     |
| VO            | 12 | Steve Horvat     |  |     |
| ME            | 13 | Con Boutsianis   |  |     |
| MD            | 14 | Simon Colosimo   |  |     |
| AT            | 20 | Archie Thompson  |  |     |
| Substituições |    |                  |  |     |
| ZA            | 15 | Fausto De Amicis |  | 45' |
| LE            | 17 | Scott Miller     |  | 45' |
| Treinador     |    |                  |  |     |
| Frank Farina  |    |                  |  |     |

| Samoa Americana |    |                 |  |     |
|                 |    |                 |  |     |
| GR              | 1  | Nicky Salapu    |  |     |
| ZA              | 4  | Lisi Leututu    |  | 50' |
| ZA              | 5  | Soe Falimaua    |  |     |
| LE              | 7  | Lavalu Fatu     |  |     |
| LD              | 8  | Sulifou Faaloua |  |     |
| ZA              | 9  | Travis Sinapati |  |     |
| VO              | 13 | Sam Mulipola    |  |     |
| MD              | 15 | Pati Feagiai    |  |     |
| AT              | 16 | Ben Falaniko    |  | 84' |
| ME              | 18 | Tiaoali Savea   |  |     |
| MC              | 20 | Young Im Min    |  |     |
| Substituições   |    |                 |  |     |
| AT              | 17 | Darrell Ioane   |  | 84' |
| MC              | 19 | Richard Mariko  |  | 50' |
| Treinador       |    |                 |  |     |
| Tunoa Lui       |    |                 |  |     |

## Recordes
A vitória de 31-0 da Austrália sobre a Samoa Americana quebrou o recorde da maior goleada em uma partida internacional de futebol. O recorde anterior pertencia à Seleção Taitiana, que em 1971 ganhou da Seleção Cookense por 30-0, em confronto válido pelos Jogos do Pacífico Sul. O maior placar da Austrália anteriormente havia sido sobre a Seleção Tonganesa por 22-0, dois dias antes de enfrentar os samoanos. A vitória sobre Samoa Americana também quebrou o recorde de maior vitória em uma partida de eliminatórias para a Copa do Mundo, que pertencia ao Irã, que havia feito 19-0 em Guam nas eliminatórias asiáticas para a Copa do Mundo FIFA de 2002.
Além dos recordes mundiais de equipe, recordes individuais foram quebrados na partida. O atacante Archie Thompson, o qual tinha realizado apenas duas partidas internacionais e marcado um gol antes do confronto contra a Samoa Americana, fez treze gols na partida e estabeleceu o recorde de maior número de gols marcados em uma partida internacional. Já o outro atacante, David Zdrilic marcou oito gols e acabou se tornando o segundo jogador a marcar mais gols em uma partida internacional após a Primeira Guerra Mundial, atrás apenas do próprio Thompson. De fato, a segunda posição ainda pertence aos jogadores Sophus Nielsen, da Dinamarca, e Gottfried Fuchs, da Alemanha, que fizeram dez gols nos Jogos Olímpicos de 1908 e 1912, respectivamente. No entanto, Zdrilic tornou-se o segundo jogador a mais marcar gols em um período que compreende aproximadamente 90 anos.
Thompson também igualou ao maior recorde de gols marcados por um único jogador em uma partida profissional, feita por John Petrie na vitória do Arbroath por 36-0 contra o Bon Accord em 1885 durante um torneio da Copa da Escócia. O recorde anterior de maior número de gols marcados em uma eliminatória de Copa do Mundo pertencia a outro australiano, Gary Cole, que fez sete gols contra a Seleção de Fiji em 14 de agosto de 1981 em uma eliminatória para a Copa do Mundo FIFA de 1982; e ao iraniano Karim Bagheri, que marcou sete gols contra as Ilhas Maldivas em uma eliminatória para a Copa do Mundo FIFA de 1998.
O recorde foi superado em 5 de julho de 2015 pelo jogo entre Micronésia e Fiji válido pelos Jogos do Pacífico. A seleção de Fiji venceu pelo placar de 38-0. O recorde foi novamente superado pela Micronésia no mesmo torneio no dia 7 de julho ao sofrer uma nova derrota, agora para a seleção de Vanuatu pelo placar de 46-0. No entanto, essas partidas foram com times sub-23, e o recorde entre equipes oficiais continua com Austrália x Samoa Americana.

## Reações sobre a partida

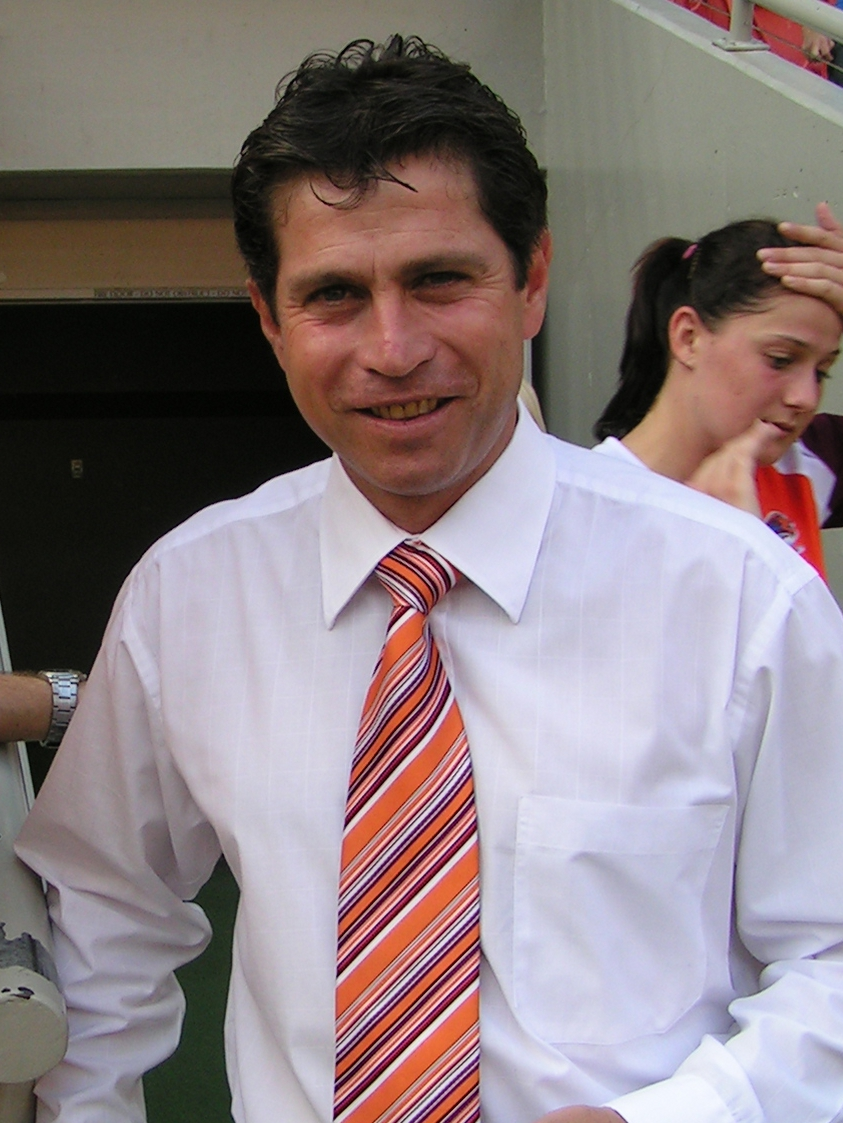
O treinador australiano Frank Farina criticou o formato das eliminatórias após o jogo.

Logo após a partida, o treinador australiano Frank Farina criticou o formato de classificação para a Copa do Mundo e questionou a necessidade da realização desse tipo de partida. O atacante Archie Thompson, que ficou emocionado por estabelecer um recorde mundial, concordou com a posição de Farina. O porta-voz da FIFA Keith Cooper também esteve de acordo com os comentários dos australianos e sugeriu mudanças no formato das eliminatórias, onde os times mais fracos entrariam em uma fase preliminar. No entanto, o presidente da Confederação de Futebol da Oceania, Basil Scarsella, se opôs aos comentários anteriores e afirmou que os times pequenos teriam tanto direito de enfrentar a Austrália e a Nova Zelândia quanto estas duas de enfrentar seleções de alto nível, como o Brasil e a França.
"Quebrar um recorde mundial era um sonho que se tornou realidade; esse tipo de coisa não acontece todo dia. Mas você precisa ver os times com quem jogamos e começar a se perguntar. Nós não precisamos jogar estas partidas."— Archie Thompson
Esta vitória e outras goleadas que aconteceram nas eliminatórias da Oceania contribuíram para a reintrodução de uma fase preliminar para as equipes mais fracas do continente a partir da Copa do Mundo FIFA de 2006, a fim de evitar partidas com resultados tão desiguais. A enorme diferença entre a Austrália e a Nova Zelândia com o restante dos times da Oceania fez com que, no final do ano de 2006, a Austrália deixasse de ser membra da Confederação de Futebol da Oceania para participar da Confederação Asiática de Futebol, com o intuito de aumentar a competitividade. A partir das eliminatórias da Copa do Mundo FIFA de 2010, a Austrália disputou as fases de qualificação pelo continente asiático.
Ao contrário do que se pensava, a equipe samoana não saiu desanimada após o jogo, sendo que todos eles se abraçaram e falaram para o público sobre a partida. O goleiro Salapu declarou que gostou do confronto: "Eu não me sinto envergonhado porque nós aprendemos coisas com eles. Se nós tivéssemos todos os nossos jogadores, talvez seriam apenas cinco ou seis gols, mas já que eu estava sem meus melhores defensores não pude fazer nada." Tony Langkilde também defendeu o goleiro, afirmando que "o placar se manteve pequeno diante de tão magnífica apresentação". Ele complementou dizendo que "agora somos reconhecidos pela FIFA, isto ajudou muito em difundir o futebol nas ilhas". O treinador de Samoa, Tunoa Lui, comentou que o futebol estava sendo ensinado no ensino elementar das escolas do país e que "em cinco anos nós seremos competitivos".

## Pós-jogo
A equipe da Samoa Americana encerrou a sua participação nas eliminatórias com uma derrota de 5-0 para Tonga. A seleção terminou a fase de grupos com um saldo negativo de 57 gols, sem ter marcado nenhum. Já a seleção australiana venceu os dois jogos seguintes, com um 2-0 sobre Fiji e um 11-0 sobre Samoa. Sendo assim, a seleção encerrou o torneio de qualificação com um saldo positivo de 66 gols em quatro jogos, sem ter levado nenhum.
| Equipe          | J | V | E | D | GP | GC | SG  | Pts |
| --------------- | - | - | - | - | -- | -- | --- | --- |
| Austrália       | 4 | 4 | 0 | 0 | 66 | 0  | +66 | 12  |
| Fiji            | 4 | 3 | 0 | 1 | 27 | 4  | +23 | 9   |
| Tonga           | 4 | 2 | 0 | 2 | 7  | 30 | −23 | 6   |
| Samoa           | 4 | 1 | 0 | 3 | 9  | 18 | −9  | 3   |
| Samoa Americana | 4 | 0 | 0 | 4 | 0  | 57 | −57 | 0   |

Na final com o vencedor do outro grupo, a Austrália venceu a Nova Zelândia pelo placar agregado de 6-1. Por se tornar o representante do continente, a Austrália avançou para a fase de mata-mata internacional contra a Seleção Uruguaia, que encerrou como a quinta melhor seleção da América do Sul, onde acabou sendo derrotada pelo placar agregado de 1-3, e acabou não se classificando para disputar a Copa do Mundo FIFA de 2002.